# Maire de la Tees Valley
Le maire de la vallée de la Tees (en anglais : Mayor of the Tees Valley) est le principal dirigeant élu de l'autorité combinée de la vallée de la Tees. L'actuel maire est le conservateur Ben Houchen depuis 2017.

## Liste des maires
| Nom         | Parti | Parti        | Mandat      |
| ----------- | ----- | ------------ | ----------- |
| Ben Houchen |       | Conservateur | depuis 2017 |

## Historique des élections

### 2017
| Résultats des municipales du 4 mai 2017 | Résultats des municipales du 4 mai 2017 | Résultats des municipales du 4 mai 2017 | Résultats des municipales du 4 mai 2017 | Résultats des municipales du 4 mai 2017 | Résultats des municipales du 4 mai 2017 | Résultats des municipales du 4 mai 2017 | Résultats des municipales du 4 mai 2017 |
| Partis                                  | Partis                                  | Candidats                               | 1er tour                                | 1er tour                                | 2d tour                                 | 2d tour                                 | 2d tour                                 |
| Partis                                  | Partis                                  | Candidats                               | Voix                                    | %                                       | Transfert                               | Total                                   | %                                       |
| --------------------------------------- | --------------------------------------- | --------------------------------------- | --------------------------------------- | --------------------------------------- | --------------------------------------- | --------------------------------------- | --------------------------------------- |
|                                         | Conservateur                            | Ben Houchen                             | 40 278                                  | 39,5                                    | 8 300                                   | 48 578                                  | 51,1                                    |
|                                         | Travailliste                            | Sue Jeffrey                             | 39 797                                  | 39,0                                    | 6 603                                   | 46 400                                  | 48,9                                    |
|                                         | Libéraux-démocrates                     | Chris Foote Wood                        | 12 550                                  | 12,3                                    |                                         |                                         |                                         |
|                                         | UKIP                                    | John Tennant                            | 9 475                                   | 9,3                                     |                                         |                                         |                                         |